# Puebla de Pedraza
Puebla de Pedraza – gmina w Hiszpanii, w prowincji Segowia, w Kastylii i León, o powierzchni 17,61 km². W 2011 roku gmina liczyła 58 mieszkańców.